# レティシア・ロマン
レティシア・ロマン（Letícia Román、1941年8月12日 - ）は、イタリアの女優。

## 出演作品
- G.I.ブルース G.I. Blues (1960年)
- 知りすぎた少女 La Ragazza che sapeva troppo（1963年）